# 木村庄助
木村 庄助（きむら しょうすけ、1921年3月9日 - 1943年5月13日）は太宰治の長篇小説『パンドラの匣』の題材となった日記の筆者。

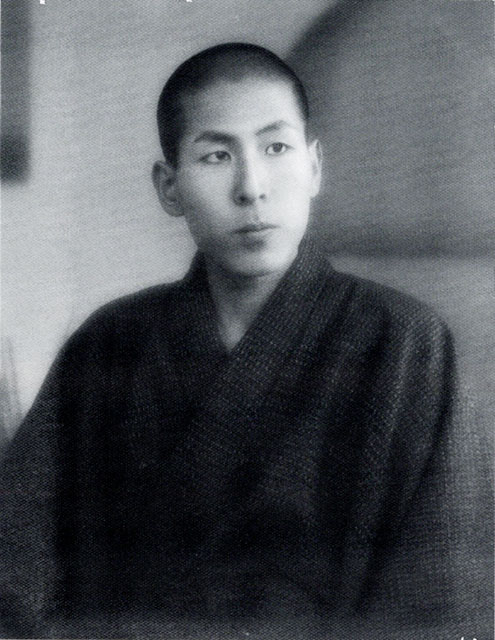
木村庄助　昭和18年　22歳

## 生涯
京都府綴喜郡青谷村（現在の城陽市）の宇治茶問屋丸京山城園製茶場の経営者の父・木村重太郎と母・トヨの長男として出生。姉、弟、妹六人きょうだいの二番目。
1936年、京都実修商業学校卒業。家業を継ぐべく静岡市の茶問屋・和波渉商店で修業中、結核に冒されて入院。小康を得て帰郷後、自宅で療養しつつ作家を志し、同人誌に短篇を発表する。
そんな中、『文藝』1940年4月号掲載の太宰の短篇「善蔵を思ふ」を読んでから太宰に傾倒。同年7月末、太宰に手紙を送ったことから文通が始まる。
1941年3月27日、カルモチン服用で自殺を図って失敗。同年7月に喀血、結核が再び悪化する。同年8月15日、大阪府中河内郡孔舎衙村（くさかむら。現在の東大阪市）の孔舎衙健康道場に入り、養生により恢復。同年末、愛知県蒲郡沖の亀島健康道場に転院。
1942年2月、退院帰宅するも、同年9月に再び健康悪化。同年末、京都市上賀茂の京都保養院に入院。
1943年5月13日、病苦によりカルモチン自殺。遺言により太宰に贈られた12冊の日記に基づき、太宰は長篇小説『雲雀の声』（1943年）を執筆。この作品は出版直前に印刷所が空襲を受けたため公刊されず、戦後になってから『雲雀の声』の校正刷をもとに書き直し、『パンドラの匣』の題名で1945年10月から1946年1月にかけて河北新報に連載された。1947年には『看護婦の日記』の題名で大映東京から映画化されたが、ヒロインを演じた女優関千恵子からのインタビューの中で、太宰はこの映画の出来映えに不満の意を表明した（「太宰治先生訪問記」1947年）。2009年には冨永昌敬の監督により再び映画化された。富永は映画化にあたり、原作のみならず、原本の『木村庄助日誌』も参考にした。
大阪大学文学部教授、国立国際美術館館長、兵庫県立美術館館長などを務めた美学者の木村重信と、丸京山城園製茶場の経営者で歌人の木村草弥は実弟。